# Rodrigo Duterte
Rodrigo Roa Duterte (Maasin, Leyte, Filipines, 28 de març de 1945), també conegut amb el sobrenom Rody o Digong, és un polític i advocat filipí nascut a Mindanao, President de les Filipines entre 2016 i 2022.

## Biografia
Rodrigo Duterte va néixer el 28 de març de 1945, durant l'Ocupació estatunidenca de les Filipines, a Maasin, avui capital de Leyte del Sud, llavors part de la província insular de Leyte en la Mancomunitat Filipina.
Fruit del matrimoni format per Vicente G. Duterte (1911-1968), advocat cebuà i Soledad Rosegui (1916-2012) mestra d'origen Maranao en Cabadbaran, ciutat filipina situada en la part nord-est de l'illa de Mindanao.

### Alcalde de Davao
A les eleccions locals de 1988, es va presentar a l'alcalde per Lakas ng Dabaw, una aliança política local, derrotant l'alcalde interí Zafiro Respicio per 6.000 vots. Degut a la limitació de mandats, no podia tornar a presentar-se a l'alcaldia i es va presentar a les eleccions generals filipines de 1998 a la llista opositora a Joseph Estrada, sortint escollit diputat. El 2001, va ser elegit alcalde de Davao per un quart mandat no consecutiu, derrotant al seu antic aliat, l'alcalde en funcions Benjamin de Guzman. Va ser reelegit el 2004, derrotant a Guzman per segona vegada i el 2007 pràcticament sense oposició. De nou afectat per la limitació de mandats, l'any 2010 va ser elegit tinent d'alcalde i la seva filla Sara Duterte-Carpio va ser escollida alcaldessa. Duterte va ser elegit sense oposició per al seu setè mandat el 2013.
En ostentar el càrrec d'alcalde de Davao durant més de 22 anys al llarg de set mandats, Duterte es va convertir en un dels alcaldes filipins que durant més temps han exercit el càrrec. És conegut popularment com «El Castigador» per la seva política de tolerància zero amb la delinqüència com a alcalde de Davao. El seu èxit polític va estar relacionat amb el seu suport exprés a les execucions extrajudicials dels consumidors de drogues i criminals.
Els grups de drets humans van documentar més de 1400 homicidis presumptament executats per esquadrons de la mort que van operar a Davao entre 1998 i maig de 2016. Les víctimes van ser sobretot consumidors de droga, delinqüents d'estar per casa i nens del carrer. Duterte va negar qualsevol participació en aquestes activitats; el gener de 2016, l'Oficina del Defensor del Poble va concloure, a través de la Comissió de Drets Humans de les Filipines, que va investigar el suposat extermini en Davao entre 2005 i 2009, «que no va poder trobar cap evidència que recolzés l'atribució de morts a aquests grups, i molt menys la participació de l'alcalde Duterte».

### President de Filipines
Duterte va guanyar les eleccions presidencials filipines de 2016 amb 15,6 milions de vots, un 38,6% del total, per davant de Manuel Roxas, amb el 23% i Grace Poe, que va obtenir el 21% dels vots.

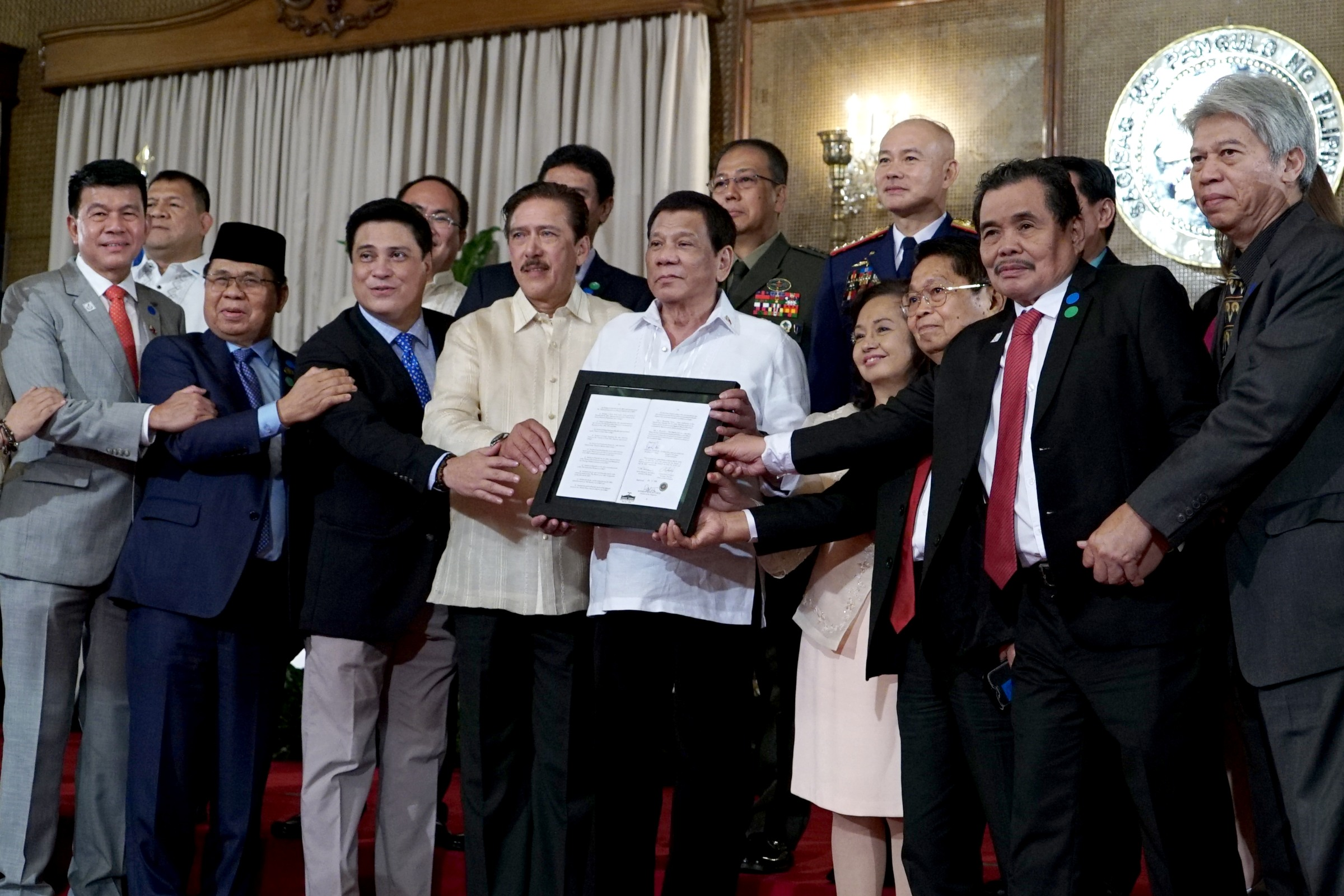
El president Rodrigo R. Duterte posa per a una foto amb els legisladors i negociadors en el procés de pau amb el Front Islàmic d'Alliberament Moro (MILF), així com alts càrrecs de les Forces Armades de Filipines i la Policia Nacional de Filipines durant la presentació del Bangsamoro Llei Orgànica (BOL) al MILF al Palau de Malacañan el 6 d'agost de 2018.

El 26 de juliol de 2018 el govern de les Filipines va establir la Llei Orgànica de Bangsamoro va abolir la Regió Autònoma del Mindanao musulmà (ARMM) i va preveure l'estructura bàsica de govern de Bangsamoro, seguint els acords establerts a l'Acord global sobre l'acord de pau de Bangsamoro signat entre el govern de Filipines i el MILF el 2014.
Després de l'aprovació del Referèndum de Moro de 2019, va nomenar Ahod Balawag Ebrahim, líder del Front Islàmic d'Alliberament Moro com a ministre en cap per administrar l'Autoritat de Transició de Bangsamoro fins al juny de 2022, quan el s’espera que s’acabi el procés de normalització.
Durant el seu mandat van morir unes 6.000 persones en operacions antidroga i execucions extrajudicials, segons les xifres de la Policia, encara que organitzacions no governamentals locals eleven aquesta xifra a més de 30.000 i el Tribunal Penal Internacional (TPI) va iniciar una investigació, però Duterte va retirar les Filipines del TPI el 2019 per evitar ser implicat, i aquest orgue va vincular el 2021 les autoritats i forces de seguretat amb els crims comesos.
L’octubre del 2021, Rodrigo Duterte va anunciar que no es presentaria a la vicepresidència a les eleccions presidencials filipines de 2022 i que es retiraria de la vida política.

### Detenció
Bongbong Marcos, que va succeïr-lo com a president en 2022 va mostrar-se disposat a cooperar amb el Tribunal Penal Internacional (TPI) si demanava la detenció de Duterte, però no va reintegrar a Filipines en l'organisme, i Duterte fou detingut l'11 de març de 2025 a l'Aeroport Internacional Ninoy Aquino de Manila en arribar de Hong Kong per ordre del TPI acusat de crims contra la humanitat.